# Rastrello (araldica)
Rastrello è un termine utilizzato in araldica per indicare il lambello che, scambio di gocce, ha denti lunghi e quadri.
In realtà si dovrebbe evitare l'uso del termine rastrello come sinonimo di lambello e limitarlo solo alla indicazione dello strumento agricolo, anche in conformità con il termine francese rateau che non si riferisce certo al lambello.

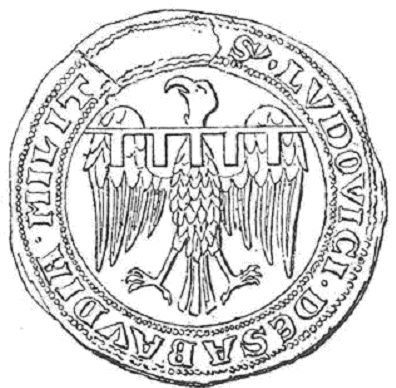
D'azzurro, a due rastrelli d'oro posti in decusse (Rydułtowy, Polonia)
Sbarra caricata di un rastrello al naturale (Bareggio)
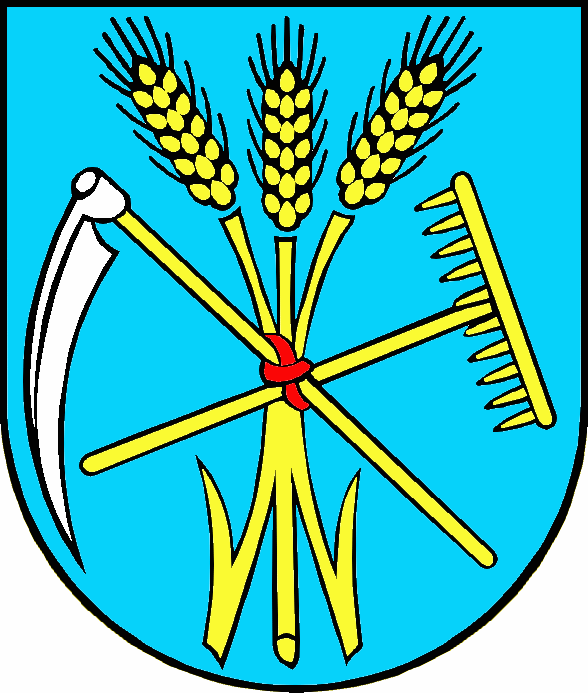
Tre spighe intrecciate con una falce e un rastrello (Königswartha, Germania)
Rastrello al naturale posto in palo (Wilburgstetten, Germania)
Capo di rosso, caricato di due rastrelli d'oro (Charleville-Mézières, Francia)
Di rosso, al rastrello d'argento (famiglia Grocin della Navarra)